# Ґоттфрід фон Бісмарк-Шенгаузен
Граф Ґоттфрід фон Бісмарк-Шенгаузен (нім. Gottfried Graf von Bismarck-Schönhausen; 29 березня 1901, Берлін — 14 вересня 1949, Ферден) — німецький політик, регірунгс-президент (цивільний губернатор округу) Постдаму, депутат рейхстагу, оберлейтенант люфтваффе, почесний бригадефюрер СС (1944).

## Біографія
Син Герберта фон Бісмарка, онук Отто фон Бісмарка. Закінчив школу в 1919 році, після чого вступив у прикордонну охорону «Схід». Спочатку співчував нацистського руху, вважаючи, що він забезпечить «національне відродження» Німеччини. У 1925—1926 проводив ознайомчі поїздки по Європі, в 1927—1928 працював у Нью-Йорку. З 1928 по 1929 працював в Асоціації німецької промисловості.
З 1933 по 1934 року нацистський лідер Померанії. У 1935 році став регірунгс-президентом Щецина, з 1938 — Потсдама. З 5 березня 1933 по 26 серпня 1944 року був депутатом Рейхстагу, поєднуючи цю посаду з обов'язками регірунгс-президента Потсдама. Бісмарк-Шенгаузен був членом організації «Гурток друзів рейхсфюрера СС».
З 1942 року Бісмарк-Шенгаузен виступав проти продовження Другої світової війни і вступив в контакт з іншими членами німецької аристократії, які діяли проти нацистського режиму і хотіли почати переговори із західними союзниками, серед них — начальник поліції Постдама граф Вольф-Генріх фон Гелльдорф, полковник граф Клаус фон Штауффенберг і генерал Фрідріх Ольбріхт. Він знав про підготовку до замаху на Адольфа Гітлера 20 липня 1944 року, але не брав безпосередньої участі в змові.
Після провалу змови були виявлені зв'язки Бісмарка-Шенгаузена зі змовниками. Він був виключений з лав СС і з посади депутата Рейхстагу. Однак, завдяки відомому імені та численним впливовим зв'язкам, він уникнув долі більшості активних змовників. Він не був заарештований до серпня, і його не катували. У жовтні він був виправданий Народним судом, але був відправлений до концентраційного табору Заксенгаузен, де перебував у відносно хороших умовах. В квітні 1945 року звільнений радянськими військами.
14 вересня 1949 разом із дружиною загинув у автокатастрофі.

## Особисте життя
В 1937 році одружився зі своєю двоюрідною сестрою, графинею Мелані Гойос. У подріжжя народились 3 дітей:
- Венделіна (1937)
- Барбара (1939)
- Андреас (1941—2013) — батько Стефані цу Гуттенберг

## Звання
- Унтерштурмфюрер СС (15 вересня 1935)
- Оберштурмфюрер СС (13 вересня 1936)
- Гауптштурмфюрер СС (9 листопада 1936)
- Штурмбаннфюрер СС (20 квітня 1937)
- Оберштурмбаннфюрер СС (9 листопада 1938)
- Штандартенфюрер СС (1 січня 1939)
- Оберфюрер СС (21 червня 1939)
- Бригадефюрер СС (30 січня 1944)

## Нагороди
- Почесна шпага рейхсфюрера СС
- Почесний кут старих бійців